# Paul Wild
| Asteroides descobertos: 94 | Asteroides descobertos: 94 |
| -------------------------- | -------------------------- |
| 1657 Roemera               | 6 de Março de 1961         |
| 1687 Glarona               | 19 de Setembro de 1965     |
| 1748 Mauderli              | 7 de Setembro de 1966      |
| 1768 Appenzella            | 23 de Setembro de 1965     |
| 1773 Rumpelstilz           | 17 de Abril de 1968        |
| 1775 Zimmerwald            | 13 de Maio de 1969         |
| 1803 Zwicky                | 6 de Fevereiro de 1967     |
| 1830 Pogson                | 17 de Abril de 1968        |
| 1831 Nicholson             | 17 de Abril de 1968        |
| 1838 Ursa                  | 20 de Outubro de 1971      |
| 1839 Ragazza               | 20 de Outubro de 1971      |
| 1844 Susilva               | 30 de Outubro de 1972      |
| 1845 Helewalda             | 30 de Outubro de 1972      |
| 1860 Barbarossa            | 28 de Setembro de 1973     |
| 1866 Sisyphus              | 5 de Dezembro de 1972      |
| 1891 Gondola               | 11 de Setembro de 1969     |
| 1892 Lucienne              | 16 de Setembro de 1971     |
| 1893 Jakoba                | 20 de Outubro de 1971      |
| 1906 Naef                  | 5 de Setembro de 1972      |
| 1911 Schubart              | 25 de Outubro de 1973      |
| 1935 Lucerna               | 2 de Setembro de 1973      |
| 1936 Lugano                | 24 de Novembro de 1973     |
| 1937 Locarno               | 19 de Dezembro de 1973     |
| 1938 Lausanna              | 19 de Abril de 1974        |
| 1960 Guisan                | 25 de Outubro de 1973      |
| 1961 Dufour                | 19 de Novembro de 1973     |
| 1962 Dunant                | 24 de Novembro de 1973     |
| 2001 Einstein              | 5 de Março de 1973         |
| 2005 Hencke                | 2 de Setembro de 1973      |
| 2029 Binomi                | 11 de Setembro de 1969     |
| 2033 Basilea               | 6 de Fevereiro de 1973     |
| 2034 Bernoulli             | 5 de Março de 1973         |
| 2037 Tripaxeptalis         | 25 de Outubro de 1973      |
| 2038 Bistro                | 24 de Novembro de 1973     |
| 2040 Chalonge              | 19 de Abril de 1974        |
| 2080 Jihlava               | 27 de Fevereiro de 1976    |
| 2081 Sazava                | 27 de Fevereiro de 1976    |
| 2087 Kochera               | 28 de Dezembro de 1975     |
| 2088 Sahlia                | 27 de Fevereiro de 1976    |
| 2129 Cosicosi              | 27 de Setembro de 1973     |
| 2138 Swissair              | 17 de Abril de 1968        |
| 2151 Hadwiger              | 3 de Novembro de 1977      |
| 2152 Hannibal              | 19 de Novembro de 1978     |
| 2175 Andrea Doria          | 12 de Outubro de 1977      |
| 2218 Wotho                 | 10 de Janeiro de 1975      |
| 2229 Mezzarco              | 7 de Setembro de 1977      |
| 2239 Paracelsus            | 13 de Setembro de 1978     |
| 2262 Mitidika              | 10 de Setembro de 1978     |
| 2303 Retsina               | 24 de Março de 1979        |
| 2320 Blarney               | 29 de Agosto de 1979       |
| 2337 Boubin                | 22 de Outubro de 1976      |
| 2353 Alva                  | 27 de Outubro de 1975      |
| 2368 Beltrovata            | 4 de Setembro de 1977      |
| 2429 Schurer               | 12 de Outubro de 1977      |
| 2481 Burgi                 | 18 de Outubro de 1977      |
| 2517 Orma                  | 28 de Setembro de 1968     |
| 2521 Heidi                 | 28 de Fevereiro de 1979    |
| 2565 Grogler               | 12 de Outubro de 1977      |
| 2731 Cucula                | 21 de Maio de 1982         |
| 2843 Yeti                  | 7 de Dezembro de 1975      |
| 2868 Upupa                 | 30 de Outubro de 1972      |
| 2914 Glarnisch             | 19 de Setembro de 1965     |
| 2950 Rousseau              | 9 de Novembro de 1974      |
| 2970 Pestalozzi            | 27 de Outubro de 1978      |
| 2989 Imago                 | 22 de Outubro de 1976      |
| 3021 Lucubratio            | 6 de Fevereiro de 1967     |
| 3026 Sarastro              | 12 de Outubro de 1977      |
| 3060 Delcano               | 12 de Setembro de 1982     |
| 3258 Somnium               | 8 de Setembro de 1983      |
| 3329 Golay                 | 12 de Setembro de 1985     |
| 3468 Urgenta               | 7 de Janeiro de 1975       |
| 3491 Fridolin              | 30 de Setembro de 1984     |
| 3552 Don Quixote           | 26 de Setembro de 1983     |
| 3582 Cyrano                | 2 de Outubro de 1986       |
| 3928 Randa                 | 4 de Agosto de 1981        |
| 4323 Hortulus              | 27 de Agosto de 1981       |
| 4471 Graculus              | 8 de Novembro de 1978      |
| 5369 Virgiugum             | 22 de Setembro de 1985     |
| 5708 Melancholia           | 12 de Outubro de 1977      |
| 5710 Silentium             | 18 de Outubro de 1977      |
| 5986 Xenophon              | 2 de Outubro de 1969       |
| 6475 Refugium              | 29 de Setembro de 1987     |
| 6620 Peregrina             | 25 de Outubro de 1973      |
| 7081 Ludibunda             | 30 de Agosto de 1987       |
| 8061 Gaudium               | 27 de Outubro de 1975      |
| (9149) 1977 TD1            | 12 de Outubro de 1977      |
| (9302) 1985 TB3            | 12 de Outubro de 1985      |
| 9711 Zeletava [1]          | 7 de Agosto de 1972        |
| 9716 Severina              | 27 de Outubro de 1975      |
| (10488) 1985 RS1           | 12 de Setembro de 1985     |
| 13025 Zurich               | 28 de Janeiro de 1989      |
| 14826 Nicollier            | 16 de Setembro de 1985     |
| (16415) 1987 QE7           | 21 de Agosto de 1987       |
| 19251 Totziens             | 3 de Setembro de 1994      |
| 1. 1 com I. Bauersima      |                            |

Paul Wild (5 de outubro de 1925 – 2 de julho de 2014) foi  um astrônomo suíço que descobriu corpos celestes que incluem 94 asteroides, 4 cometas e 41 supernovas. Foi diretor do Instituto Astronômico da Universidade de Berna entre 1980 e 1991, realizando suas observações no Observatório Zimmervald.
Um dos cometas descobertos por ele em 1978, denominado 81P/Wild ou Wild 2 foi objeto de estudo do Projeto Stardust da NASA que recolheu amostras deste cometa em 2004 através de uma sonda espacial. A carta que Paul Wild enviou a NASA foi gravada em um microchip que foi depositado no cometa na ocasião da coleta das amostras.
O asteroide 1941 Wild foi assim nomeado em sua homenagem.